# John Reese
John Reese è un personaggio protagonista della serie televisiva Person of Interest, interpretato da Jim Caviezel.
Reese è un uomo d'azione, ex killer per conto della CIA, che lavora con Harold Finch, un solitario miliardario ingegnere di software, con lo scopo di aiutare i residenti di New York potenzialmente coinvolti in crimini violenti. Intensamente grato ad Harold per avergli fornito questo lavoro - che a dire di John «gli ha salvato la vita» - egli considera Finch il suo unico amico (in seguito, aggiungerà alla cerchia anche Lionel Fusco).
Estremamente abile con una gamma di armi e tecniche di combattimento corpo a corpo, Reese è comunque in possesso di una sensibilità umana tale da essere stato scelto da Harold per proteggere le potenziali vittime di crimini violenti. Reese adotta un cane addestrato militarmente, Bear, un pastore belga Malinois che ha salvato dalle forze ariane e mandato a vivere con Finch per garantirgli una certa sicurezza anche in sua assenza.

## Biografia
(John Reese)
I dettagli riguardanti la vita di John Reese precedente al suo incontro con Harold Finch sono per lo più svelati progressivamente in vari flashback nel corso degli episodi, in particolare durante la prima e la seconda stagione della serie tv.
È nato a Puyallup, Washington, il 1º maggio di un anno non specificato. Il vero nome completo del personaggio è sconosciuto: nel corso della serie si apprendono il suo nome di battesimo (che è davvero John), la lettera iniziale del secondo nome (H.) e le lettere iniziali e finali del cognome (Tal...s). Prima della fine del 2006, quando ha iniziato il servizio nella CIA, John decide di assumere il falso cognome Reese. Poco altro si sa circa la sua vita passata – egli stesso afferma di non avere amici né familiari –, se non che John ha perso il padre (veterano della guerra in Vietnam) morto a causa di un incidente sul lavoro in una raffineria. Diventato adulto, è stato arrestato perché coinvolto in una rissa, e il giudice l'ha posto davanti a una scelta: tra l'andare in prigione o arruolarsi nell'esercito, John ha scelto la seconda opzione.
Mentre era un Berretto Verde di stanza a Fort Lewis, John incontra Jessica, un'infermiera della quale s'innamora. Durante una vacanza in Messico nel settembre 2001, dice a Jessica di aver lasciato le forze militari; pochi istanti dopo, dalla televisione, apprendono dell'attacco terroristico dell'11 settembre 2001 al World Trade Center ed entrambi realizzano immediatamente che la carriera di John è tutt'altro che finita. Alla fine, Reese rompe con Jessica e viene reclutato dai servizi segreti. Qualche tempo dopo, si rincontrano per caso in un aeroporto, dove Jessica afferma di essersi di recente impegnata con un certo Peter, ma dà comunque a John un'ultima opportunità per salvare la loro relazione chiedendole di aspettarlo; Reese però non accetta, temendo di non fare ritorno dalle pericolose missioni e, di conseguenza, per non farla soffrire.

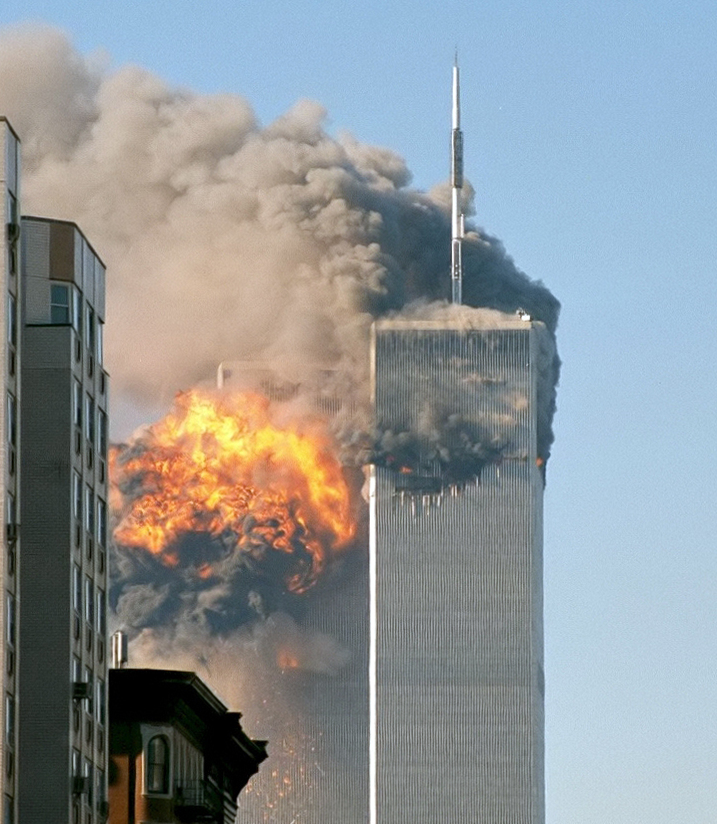
Dopo gli attentati dell'11 settembre 2001, Reese lascia l'esercito ed entra nei servizi segreti.

Il servizio militare nelle forze armate di Reese è ufficialmente concluso il 20 novembre 2002, dimesso come sergente di prima classe. Nel 2006 John diventa un agente sul campo per la CIA e da questo momento in poi userà il cognome «Reese». Con la sua partner Kara Stanton viene assegnato delle attività black ops dal loro gestore, Mark Snow; anche se John dimostra di possedere le competenze necessarie per condurre le missioni a cui è assegnato, egli rivela qualche esitazione rispetto alla spietatezza della sua partner. Nel 2010, durante una missione in Medio Oriente, Reese riceve un messaggio da Jessica in cui gli chiede di richiamarla; egli risponde dicendole che sarà da lei in ventiquattr'ore e di aspettarlo, ma non riceve dall'agenzia il permesso per andare e viene invece inviato con la sua partner in Cina per una missione top secret dall'agente Snow.
Al loro arrivo in Asia, Reese e la Stanton ricevono istruzioni da Snow e da un membro del Consiglio per la Sicurezza Nazionale, Alicia Corwin: la loro missione è quella di penetrare in una città cinese abbandonata e recuperare un computer portatile contenente dati molto importanti. Snow inaspettatamente informa John che al termine della missione egli dovrà eliminare la sua partner in quanto compromessa, e successivamente fornisce anche alla Stanton il medesimo ordine per eliminare John. Dopo avere completato la loro missione, la Stanton segnala la loro posizione per il recupero aereo. Reese decide di non ucciderla, ma prima che egli possa parlarle Kara si gira e gli spara. Gravemente ferito, John riesce a fuggire mentre l'aereo attacca il palazzo facendolo esplodere con dei missili.
Reese riesce in qualche modo a fare rientro negli Stati Uniti; nel febbraio 2011, mentre sta ancora guarendo, si reca all'ospedale dove lavora Jessica, per apprendere che la donna è rimasta uccisa in un incidente d'auto due mesi prima. Recatosi a casa di Jessica a New Rochelle, guardando i video della donna in attesa del rientro del marito, John deduce che Peter maltrattava e, probabilmente, abusava della moglie; sospetta quindi che possa averla uccisa e successivamente messo in scena l'incidente d'auto. Quando Peter giunge in casa, i due hanno un breve confronto; Peter Arndt scompare la notte stessa e l'FBI ritiene sia stato ucciso da John, ma in seguito gli eventi suggeriscono che questi abbia rapito Peter per farlo incarcerare in una prigione a Torreón in suolo messicano. Tormentato dal proprio passato e dai sensi di colpa, Reese non tornerà mai alla CIA, spostandosi invece a New York e vivendo prima in un accampamento di senzatetto e più tardi una stanza con bagno in comune, fino al momento in cui viene contattato da Harold Finch.

## Attività con Harold Finch

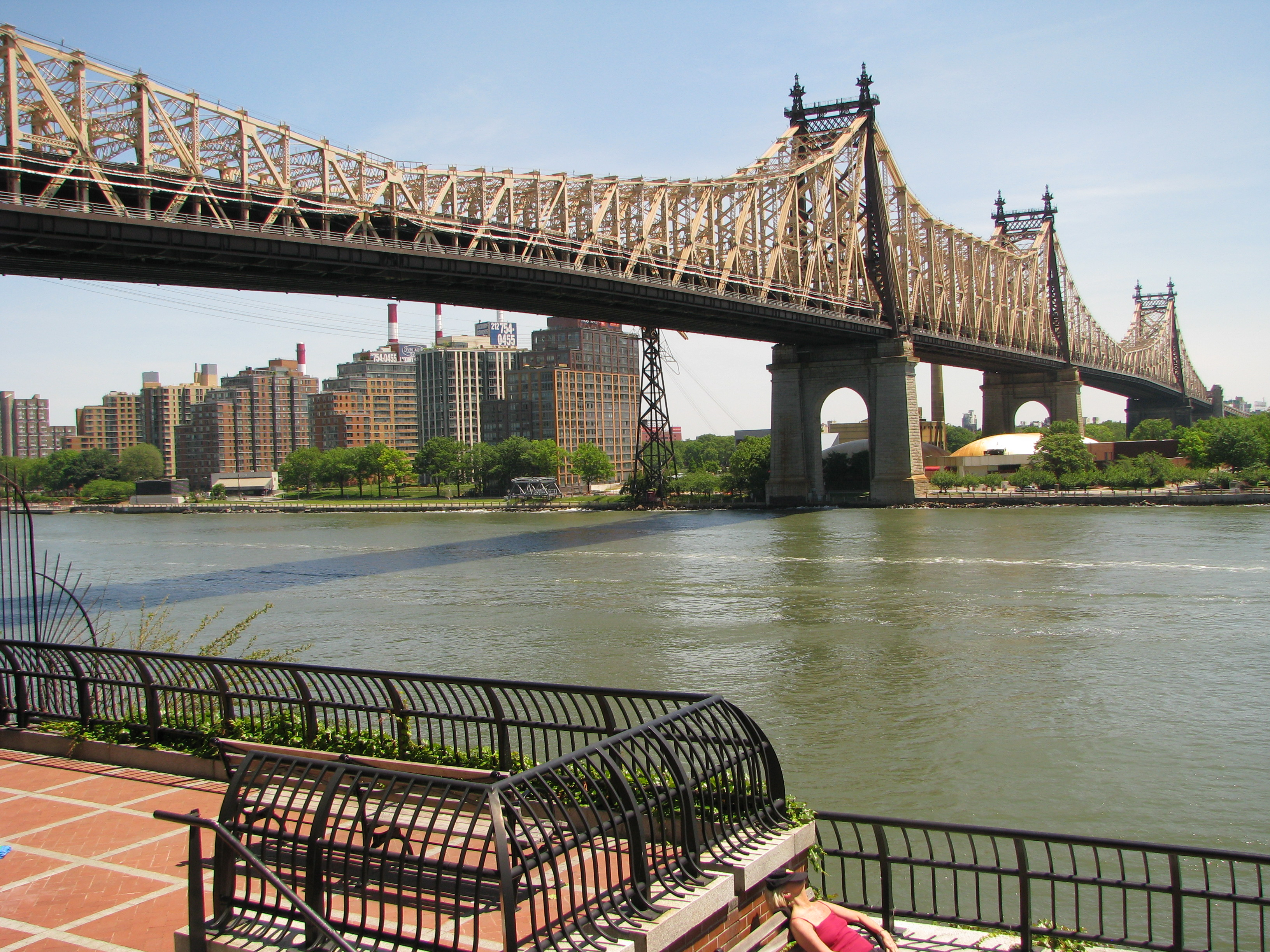
Il Queensboro Bridge di New York, dove avviene il primo incontro tra Reese e Finch.

(Harold Finch a John Reese)

### Prima stagione
L'incontro di John con Harold Finch è descritto nel primo episodio della serie, La macchina della conoscenza.
Dopo la morte di Jessica, Reese ha iniziato a vivere da clochard, vagabondando per le strade della grande mela e usando l'alcol nel tentativo di fuggire dai suoi demoni. Un giorno, nella primavera del 2011, affronta un gruppo di giovani che tentano di molestarlo in metropolitana, con conseguente intervento delle forze dell'ordine. John raggiunge quindi l'ottavo distretto del NYPD, dove viene interrogato dalla detective Joss Carter.
Carter riconosce nelle sue abilità un addestramento di origine militare, ma Reese dice assai poco in risposta alle sue domande, stuzzicando la curiosità della donna; un controllo delle impronte digitali fa emergere la presenza di Reese in diverse scene del crimine recenti, ma prima che Carter possa capirne di più John viene prelevato da un costoso avvocato accorso al distretto: egli lo preleva con un'auto con autista che lo conduce in un parco sotto il Queensboro Bridge, dove Reese incontra per la prima volta Harold Finch.
John inizia a lavorare con Harold sui numeri irrilevanti e inizia a nutrire dubbi sul suo capo e inizia così a pedinarlo, con l'aiuto di Fusco, che, nonostante il parere contrario di Harold, è diventato un alleato di Reese. A causa della sua attività viene notato dall'FBI con il soprannome di "uomo con la giacca". Anche la Carter inizia ad interessarsi a lui, trovando anche indizi su Finch (episodio cura te ipsum). Nel corso della stagione la Carter diventa anch'essa un alleato di Finch e Reese. Però Fusco e Joss rimangono all'oscuro l'uno dell'altra.
Nell'episodio Il testimone Reese fa conoscenza con Elias,figlio illegittimo del boss mafioso Moretti Sr. e di Marlene Elias,che ha intenzione di prendere il controllo delle cinque famiglie
Nell'ultimo episodio della stagione Reese si occupa di una psicologa, Caroline Turing, mentre il detective Donnelly chiama la Carter per collaborare in un'operazione dell'FBI per catturare John. Poco dopo Joss scopre che Lionel lavora con Reese e i due vanno ad aiutarlo.

### Seconda stagione
All'inizio della seconda stagione Reese cerca Harold, che è stato rapito dalla Turing. John trova degli indizi a Bishop, Texas, che sembrano ricondurre a una bambina di nome Hanna Frey, successivamente scopre che lei è morta. Solo in quel momento scopre che in realtà il nome della Turing è Samantha Groves,in arte Root. Successivamente riesce a liberare Harold, ma Root gli scappa.
Nell'episodio Fine del gioco il detective Donnelly lo arresta insieme ad altri tre uomini, sapendo che uno dei quattro è l'uomo con la giacca. Grazie all'aiuto della Carter John non viene scoperto. Joss e Reese si incontrano e Donnelly li becca in flagrante. Il detective li arresta ma un camion colpisce la vettura. Il mezzo era guidato da Kara Stanton, che rapisce Reese. Sopravvissuta a Ordos, finisce in un ospedale e li incontra John Greer,che la convince ad entrare nella Decima Technologies. 
Dopo aver attaccato a Reese e a Mark Snow(anche lui rapito), li costringe ad effettuare dei lavoretti per la Decima. Pochi secondi prima dell'esplosione dell'ordigno Finch riesce a disinnescare la bomba. La Stanton muore poco dopo per mano di Snow. L'FBI crederà che Snow sia l'uomo con la giacca e archivierà il caso. Nell'episodio Morte apparente escono i numeri di Michael Cole e Sameen Shaw, due agenti del governo che lavorano per Controllo. Reese riesce a salvare solo la donna che nel finale di stagione diventa parte del team di Finch.

### Terza stagione
All'inizio della stagione Reese lavora insieme a Shaw e Finch sui numeri. Un imprevisto, però, sembra complicare la situazione,la Carter vuole uccidere i capi dell'HR. Nell'episodio l'ultima notte Joss viene uccisa da Simmons, uno dei pochi non arrestati dell'HR. Poco prima di perire la detective baciò Reese e intuì l'esistenza della Macchina. 
John se ne va da New York e dopo qualche giorno va all'aeroporto. Lì trova un volo per Roma. Durante il volo scopre che la Macchina lo ha indirizzato per quel volo per indagare su un numero. Reese risolve il caso e in Italia incontra Finch. John torna a New York con un nuovo vestito e pronto per tornare a lavorare con i numeri.
Nel finale di stagione la Decima ruba una copia di Samaritan, un'altra IA senza moralità creata da Arthur Claypool, un amico di Harold ai tempi del MIT. Greer vuole convincere il governo, attraverso il senatore Ross Garrison, ad adottare Samaritan come nuova IA al posto della Macchina. Intanto il team affronta anche la Vigilance, guidata da Peter Collier, un'organizzazione alfiera della privacy che si scontra con la Macchina. La Vigilance rapisce Greer e Finch e li porta in ex tribunale insieme a Controllo, Manuel Rivera e il senatore Garrison, con l'intenzione di smascherare i crimini compiuti dal governo. Nell'ultimo episodio Finch e gli altri riescono a scappare e una bomba esplode all'interno del tribunale uccidendo molti civili. Reese, Root(che nel frattempo è diventata un membro del team) e Shaw salvano Harold. Successivamente si scopre che la Vigilance era in realtà orchestrata dalla Decima e l'attentato del tribunale era un pretesto per convincere Garrison a scegliere Samaritan al posto della Macchina. Così Samaritan viene attivato.

### Quarta stagione
All'inizio della quarta stagione La Macchina da a John una nuova identità, quella di John Riley, un poliziotto dell'ottavo Distretto, come Fusco, diventando così suo collega. A causa della sua abitudine di sparare sempre contro gli inseguitori, viene mandato da una psicologa, Iris Campbell. All'inizio Reese è restio a parlare con la donna, successivamente però cambia idea e si innamora della dottoressa, amore ricambiato da lei. In questa stagione, oltre a Samaritan il team deve confrontarsi anche con la Fratellanza, una giovane organizzazione mafiosa capeggiata da Dominic Besson, detto "Mini".
Nell'episodio Guerra fredda Samaritan prende il controllo della città e i numeri iniziano ad arrivare in gran numero. Così il team l'episodio successivo si ritrova a Wall Street dopo che l'IA ha fatto crollare la borsa. La Macchina crea delle simulazioni per valutare la strategia migliore, ma a causa della mancanza di tempo è costretta a semplificare le sue funzioni. Infatti La Macchina non prevede l'arrivo di Shaw, che nel frattempo è bloccata in metropolitana con un uomo che vuole farsi esplodere. Proprio a causa di questo Sameen viene rapita dagli agenti di Samaritan.
Così John insieme a Root si inizia a cercarla, ma senza successo.
Nell'episodio Terra incognita Reese rischia di morire per ipotermia e in un'allucinazione si ritrova con Joss mentre parlano del futuro. Fortunatamente John riesce a salvarsi e può tornare al suo lavoro. Alla fine della stagione Reese affronta contemporaneamente sia la Fratellanza che Samaritan. Con l'aiuto di Fusco e di un vecchio numero riescono a liberarsi della Fratellanza. Intanto Samaritan inizia una ricerca su tutte le reti nazionali per trovare La Macchina. All'ultimo Finch riesce a comprimere l'IA in una valigetta.

### Quinta stagione
La stagione inizia con Finch e Root che cercano di ripristinare le normali funzioni della Macchina. Infatti i nuovi numeri arrivati sono in parte già morti da anni e altri non sono reali. Harold riesce a farla tornare normale. Ormai lo scontro con Samaritan è inevitabile. Intanto Root riesce a ritrovare Sameen che torna così nel gruppo. Nell'ultimo episodio della serie Reese muore colpito, sia dagli ultimi agenti di Samaritan, sia un missile, dopo aver salvato la Macchina e ucciso Samaritan.